# Cuneo
Cuneo (franciául és piemonti nyelven Coni) település Olaszországban, Piemont régióban, Cuneo megyében. Lakosainak száma 55 744 fő (2023. január 1.). Cuneo Beinette, Boves, Busca, Caraglio, Castelletto Stura, Cervasca, Peveragno, Tarantasca, Borgo San Dalmazzo, Centallo, Morozzo és Vignolo községekkel határos.

## Népesség
A település lakossága az elmúlt években az alábbi módon változott:
| Lakosok száma | 54 914 | 56 065 | 56 124 | 56 281 | 55 744 |
|               | 2004   | 2016   | 2017   | 2018   | 2023   |